# Leena Krohn
Leena Krohn (født 28. februar 1947 i Helsinki) er en finsk forfatter.
Krohns forfatterskab omfatter romaner, noveller, børnebøger og essays. I sine bøger beskæftiger hun sig med emner som menneskets forhold til sig selv og verden, moral, eksistentielle problemstillinger og grænserne mellem virkelighed og illusion; blandt andet ved at observere forskellige former for kunstig intelligens. Hendes roman Fortabelsen (2020) er en mosaik af løst sammenflettede absurde eventyr og filosofiske grotesker.
Hun har vundet flere priser, og i 1992 modtog hun Finlandia-prisen.  

## Værker oversat til dansk
- Fortabelsen (2020)
- Tainaron - breve fra en anden by (2017)
- Fejltagelsen (2016)
- Hotel Sapiens (2015)
- Bipavillonen (2014)